# Woman's Medical College of Pennsylvania
El Woman's Medical College of Pennsylvania (WMCP) (Colegio Médico Femenino de Pensilvania) fue fundado en 1850 y fue la segunda institución médica en el mundo establecida para capacitar a mujeres en medicina para obtener el título de MD. El Colegio Médico Femenino de Nueva Inglaterra se había establecido dos años antes, en 1848.  Originalmente llamado Colegio Médico Femenino de Pensilvania, el colegio cambió su nombre en 1867 a Colegio Médico Femenino de Pensilvania. El Hospital de la Mujer asociado de Filadelfia se fundó en 1861. Tras decidir admitir hombres en 1970, la universidad pasó a llamarse Medical College of Pennsylvania (MCP).
En 1930, la universidad abrió su nuevo campus en East Falls , que combinó la enseñanza y la atención clínica de un hospital en una instalación general. Fue el primer hospital construido especialmente en la nación. En 1993, la facultad y el hospital se fusionaron con la Facultad de Medicina de Hahnemann . En 2003, las dos facultades fueron absorbidas por la Facultad de Medicina de la Universidad de Drexel .